# Chromosome 11 humain

Le chromosome 11 est un des 23 paires de chromosomes humains. C'est l'un des 22 autosomes.

## Caractéristiques du chromosome 11
- Nombre de paires de base : 134 452 384
- Nombre de gènes : 1 426
- Nombre de gènes connus : 1 264
- Nombre de pseudo gènes : 359
- Nombre de variations des nucléotides (S.N.P. ou single nucleotide polymorphism) : 459 660

## Anomalies chromosomiques décrites au niveau du chromosome 11
- Délétion partielle : syndrome de Jacobsen.

## Gènes localisés sur le chromosome 11
- QSER1, localisé en 11p13
- SCGB2A2, localisé en 11q13
- PCF11, localisé en 11q14.1

## Maladies localisées sur le chromosome 11
- La nomenclature utilisée pour localiser un gène est décrite dans l'article sur celui-ci
- Les maladies en rapport avec des anomalies génétiques localisées sur le chromosome 11 sont :

| Maladies localisées sur le chromosome 11        | Maladies localisées sur le chromosome 11 | Maladies localisées sur le chromosome 11 | Maladies localisées sur le chromosome 11 | Maladies localisées sur le chromosome 11 | Maladies localisées sur le chromosome 11 |
| ----------------------------------------------- | ---------------------------------------- | ---------------------------------------- | ---------------------------------------- | ---------------------------------------- | ---------------------------------------- |
| Pathologie                                      | Transmission                             | O.M.I.M.                                 | Locus                                    | Gène                                     | Protéine codée par le gène               |
| Bras long                                       |                                          |                                          |                                          |                                          |                                          |
|                                                 |                                          |                                          |                                          |                                          |                                          |
|                                                 |                                          |                                          |                                          |                                          |                                          |
|                                                 |                                          |                                          |                                          |                                          |                                          |
|                                                 |                                          |                                          |                                          |                                          |                                          |
|                                                 |                                          |                                          |                                          |                                          |                                          |
|                                                 |                                          |                                          |                                          |                                          |                                          |
|                                                 |                                          |                                          |                                          |                                          |                                          |
|                                                 |                                          |                                          |                                          |                                          |                                          |
|                                                 |                                          |                                          |                                          |                                          |                                          |
|                                                 |                                          |                                          |                                          |                                          |                                          |
|                                                 |                                          |                                          |                                          |                                          |                                          |
|                                                 |                                          |                                          |                                          |                                          |                                          |
|                                                 |                                          |                                          |                                          |                                          |                                          |
|                                                 |                                          |                                          |                                          |                                          |                                          |
|                                                 |                                          |                                          |                                          |                                          |                                          |
|                                                 |                                          |                                          |                                          |                                          |                                          |
|                                                 |                                          |                                          |                                          |                                          |                                          |
|                                                 |                                          |                                          |                                          |                                          |                                          |
|                                                 |                                          |                                          |                                          |                                          |                                          |
|                                                 |                                          |                                          |                                          |                                          |                                          |
|                                                 |                                          |                                          | Q25                                      |                                          |                                          |
|                                                 |                                          |                                          | Q24                                      |                                          |                                          |
| porphyrie aiguë intermittente                   |                                          |                                          | q23.3                                    |                                          |                                          |
|                                                 |                                          |                                          |                                          |                                          |                                          |
|                                                 |                                          |                                          | q23.1                                    |                                          |                                          |
| glycogénose type 1a                             | récessive                                | 232220                                   | q23                                      | SLC37A4                                  |                                          |
| syndrome de Jacobsen                            | dominante                                | 147791                                   | q23                                      |                                          |                                          |
| thrombopénie de Paris-Trousseau                 | dominante                                | 188025                                   | q23                                      |                                          |                                          |
|                                                 |                                          |                                          |                                          |                                          |                                          |
| myopathie avec surcharge en desmine             | dominante                                | 601419                                   | q22.3                                    | CRYAB                                    |                                          |
| maladie de Charcot-Marie-Tooth type 4           |                                          |                                          | Q22                                      |                                          |                                          |
| surdité d'origine génétique                     |                                          |                                          | Q22                                      |                                          |                                          |
| ataxie télangiectasie                           |                                          |                                          | Q22                                      |                                          |                                          |
|                                                 |                                          |                                          |                                          |                                          |                                          |
|                                                 |                                          |                                          | Q22                                      |                                          |                                          |
| albinisme oculo-cutané type I                   |                                          |                                          |                                          |                                          |                                          |
| néoplasie endocrinienne multiple de type 1      |                                          |                                          | Q16                                      |                                          |                                          |
| syndrome de Papillon-Lefèvre (en)               |                                          |                                          | Q14                                      |                                          |                                          |
|                                                 |                                          |                                          |                                          |                                          |                                          |
| surdité d'origine génétique                     |                                          |                                          | Q13.5                                    |                                          |                                          |
|                                                 |                                          |                                          | Q13.3                                    |                                          |                                          |
|                                                 |                                          |                                          | Q13.3                                    |                                          |                                          |
| syndrome de Smith-Lemli-Opitz                   |                                          |                                          | Q13                                      |                                          |                                          |
| maladie de Mc Ardle                             |                                          |                                          | Q13                                      |                                          |                                          |
| syndrome de Bardet-Biedl                        |                                          |                                          | Q13                                      |                                          |                                          |
| maladie de Best                                 |                                          |                                          | Q13                                      |                                          |                                          |
| lipodystrophie congénitale de Berardinelli-Seip |                                          |                                          | Q13                                      |                                          |                                          |
|                                                 |                                          |                                          |                                          |                                          |                                          |
|                                                 |                                          |                                          | Q12                                      |                                          |                                          |
|                                                 |                                          |                                          | Q11                                      |                                          |                                          |
|                                                 |                                          |                                          | Q11                                      |                                          |                                          |
|                                                 |                                          |                                          |                                          |                                          |                                          |
| Bras court                                      |                                          |                                          |                                          |                                          |                                          |
|                                                 |                                          |                                          | P11                                      |                                          |                                          |
|                                                 |                                          |                                          |                                          |                                          |                                          |
|                                                 |                                          |                                          | P11                                      |                                          |                                          |
|                                                 |                                          |                                          | P11                                      |                                          |                                          |
|                                                 |                                          |                                          | P11                                      |                                          |                                          |
| drépanocytose                                   | récessive                                | 603903                                   | p11.5                                    |                                          | hémoglobine                              |
|                                                 |                                          |                                          | P12                                      |                                          |                                          |
|                                                 |                                          |                                          |                                          |                                          |                                          |
|                                                 |                                          |                                          |                                          |                                          |                                          |
|                                                 |                                          |                                          |                                          |                                          |                                          |
|                                                 |                                          |                                          |                                          |                                          |                                          |
|                                                 |                                          |                                          | P12                                      |                                          |                                          |
|                                                 |                                          |                                          |                                          |                                          |                                          |
|                                                 |                                          |                                          | P14                                      |                                          |                                          |
|                                                 |                                          |                                          |                                          |                                          |                                          |
|                                                 |                                          |                                          |                                          |                                          |                                          |
|                                                 |                                          |                                          |                                          |                                          |                                          |
|                                                 |                                          |                                          |                                          |                                          |                                          |
|                                                 |                                          |                                          | P15                                      |                                          |                                          |
| syndrome de Romano-Ward                         |                                          |                                          |                                          |                                          |                                          |
| maladie de Charcot-Marie-Tooth type 4           |                                          |                                          |                                          |                                          |                                          |
| nésidioblastose du pancréas                     |                                          |                                          | P15.1                                    |                                          |                                          |
| syndrome de Jervell et Lange-Nielsen            | récessive                                | 220400                                   | p15.5                                    | KCNQ1                                    |                                          |
|                                                 |                                          |                                          | p15.5                                    |                                          |                                          |
| syndrome de Costello                            | dominante                                | 218040                                   | p15.5                                    | HRAS                                     |                                          |

## Sources
- (en) Ensemble Genome Browser
- (en) Online Mendelian Inheritance in Man, OMIM (TM). Johns Hopkins University, Baltimore, MD.